# Río Llamara
Der Río Llamara ist ein 20 km langer linker Nebenfluss des Río Marañón, linker Quellfluss des Amazonas. Im Oberlauf heißt er Quebrada Quisuar. Der Río Llamara durchquert den Nordosten der Provinz Pallasca in der Region Ancash in West-Peru.

## Flusslauf
Der Río Llamara entspringt an der Ostflanke des Cerro Altagracia im Osten der peruanischen Westkordillere auf einer Höhe von etwa 4160 m. Das Quellgebiet liegt an der kontinentalen Wasserscheide. Der Río Llamara durchquert den äußersten Nordosten des Distrikts Conchucos, anfangs 5 km in ostsüdöstlicher Richtung. Anschließend wendet er sich nach Nordosten. Auf den letzten 6 Kilometern durchfließt der Río Llamara eine enge Schlucht und mündet schließlich auf einer Höhe von 1436 m in den Río Marañón.

## Einzugsgebiet
Der Río Llamara entwässert ein Areal von 120 km² am Ostrand der peruanischen Westkordillere. Das Einzugsgebiet erstreckt sich über den Nordosten des Distrikts Conchucos in der Provinz Pallasca. Im Süden grenzt das Einzugsgebiet des Río Llamara an das des Río Mayas, im Westen an das des Río Tablachaca sowie im Norden an das der Quebrada Casga.